# Takeo Ōtsuka
Takeo Ōtsuka (jap. 大塚 剛央 Ōtsuka Takeo; ur. 19 października 1992 w Tokio) – japoński seiyū, pracujący dla agencji I’m Enterprise. W 2020 roku Ōtsuka był jednym z laureatów nagrody dla najlepszego debiutującego aktora podczas 14. ceremonii rozdania nagród Seiyū Awards.

## Filmografia

### Seriale anime
2018
- Kaze ga tsuyoku fuiteiru – Kakeru Kurahara[3]

2019
- Dimension High School – Ryusei Midorigaoka[4]
- Namu Amida Butsu! Rendai Utena – Māra[5]
- Hoshiai no sora – Satoshi Ashitaka
- Beastars – Collot, Tem[6]

2020
- Maōjō de oyasumi – Poseidon[7]
- Talentless Nana – pachołek Moguo B
- Noblesse – Takeo[8]
- Haikyū!! (Riku vs. Kū OVA) – Naoyasu Kuguri

2021
- Jaku-Chara Tomozaki-kun – Daichi Matsumoto
- Shadows House – Gerald[9]

2022
- Otome Game sekai wa Mob ni kibishii sekai desu – Leon Fou Bartfort[10]

2023
- Technoroid Overmind – Auru[11]
- Mononogatari – Hyōma Kunato[12]
- Flaglia – Mel[13]
- Moja gwiazda – Aquamarine Hoshino[14]
- AI no idenshi – Hikaru Sudō[15]
- Synduality: Noir – Kanata[16]
- Potion-danomi de ikinobimasu! – Allan[17]
- Zapiski zielarki – Jinshi[18]

2024
- Strażnik domu Momochi – Aoi Nanamori/Nue[19]
- Znaki naszych uczuć – Ōshi Ashioki[20]
- Bōkyaku Battery – Eiichiro Kokuto[21]
- Tasogare Out Focus – Yukitaka Honjō[22]
- Wonderful Pretty Cure! – Gaou[23]
- Trillion Game – Haru Tennōji[24]
- Haigakura – Ichiyō[25]
- Tasūketsu – Yoshiaki Hirayama[26]

2025
- Medalist – Tsukasa Akeuraji[27]
- Okinawa de suki ni natta ko ga hōgen sugite tsurasugiru – Teruaki Nakamura[28]

### ONA
2024
- Gundam: Requiem for Vengeance – Ony Kasuga[29]

### Filmy anime
- Flavors of Youth (2018) – Limo (Rimo)[30]
- Bokura no nanokakan sensō (2019) – Hiroto Honjō[31]
- Hokkyoku hyakkaten no konsheruju-san (2023) – Eruru[32]
- Kuramerukagari (2024) – Iseya[33]

### Gry wideo
- Brown Dust (2017) – Cry[34]
- Ash Tale: Kaze no Tairiku (2019) – Link[35]
- Namu Amida Butsu! Rendai Utena (2019) – Māra[36]
- Luciano Dōmei (2019) – Seven
- Angelique Luminarise (2021) – Kanata[37]
- THE iDOLM@STER: SideM (2021) – Eishin Mayumi
- Honkai: Star Rail (2023) – Sunday
- Final Fantasy XVI (2023) – Joshua Rosfield (dorosły)
- League of Legends – Hwei